# وارن إل. مكابي
وارن إل. مكابي (بالإنجليزية: Warren L. McCabe)‏ هو مهندس وكيميائي وكاتب أمريكي، ولد في 7 أغسطس 1899 في ارود في الهند، وتوفي في 24 أغسطس 1982 في بلاك ماونتين في الولايات المتحدة.